# 세인트데이비드구 (그레나다)

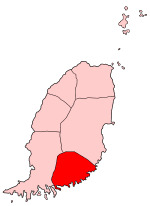
세인트데이비드구의 위치

세인트데이비드구(영어: Saint David Parish)는 그레나다 남동부에 위치한 구로 면적은 47km2, 인구는 11,486명(2001년 기준)이다. 그레나다에서 유일하게 행정 중심지가 없는 구인데 이는 "처녀의 구"(The Virgin Parish)로 여겨지기 때문이다.